# Rauschgenerator
Ein Rauschgenerator ist eine spezielle Form eines Signalgenerators in Form einer elektronischen Schaltung, die Rauschen als zufällige Signalschwankung erzeugt. Rauschgeneratoren werden in verschiedenen Bereichen verwendet, wie in der Messtechnik zur Erzeugung von Test-Signalen, in der elektronischen Musik und der Sprachsynthese, sowie als Basis für die Erzeugung von Zufallszahlen, wie sie in der Kryptographie benötigt werden. Es existieren auch virtuelle Rauschgeneratoren in Form von mathematischen Gleichungen, die nur zur Signalverarbeitung in Software genutzt werden und kein physikalisches Signal ausgeben. Dabei handelt es sich häufig auch um deterministische Zahlengeneratoren.

## Rauschquellen
Zur Erzeugung des Rausches dienen verschiedenartige Rauschquellen, welche sich unter anderem nach der Art der spektralen Verteilung des Rauschens, der Bandbreite des Rauschsignals, der technischen Realisierbarkeit und der Vermeidung von vorhersagbaren Signalanteilen, beispielsweise Einstreuungen von periodischen Signalen wie der Netzfrequenz, unterscheiden. Manche Rauschquellen, wie der radioaktive Zerfall instabiler Atomkerne, sind zwar theoretisch als ideale Rauschquelle verwendbar, haben aber in praktischen Anwendungen wegen der damit verbundenen Gefahren kaum Bedeutung. Lediglich in Sonderanwendungen z. B. als Rubidiumnormal kommen sie zum Einsatz.

### Thermische Rauschquellen
Thermische Rauschquellen, beispielsweise an speziellen geheizten Widerständen abgegriffene Rauschspannung, liefern normalverteiltes weißes Rauschen. Da die thermische Rauschspannung nur sehr kleine Signalspannungen liefert, beispielsweise bei Zimmertemperatur von 20 °C an einem Widerstand mit 1 MΩ und einer Bandbreite von 1 kHz eine effektive Spannung von 4 µV, und diese Rauschspannung durch andere periodische und unerwünschte Signalanteile wie beispielsweise Schwankungen der Versorgungsspannung überlagert wird, stellen gute thermische Rauschquellen in der Praxis elektrisch komplizierte Aufbauten dar.

### Dioden

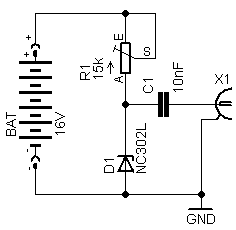
Rauschquelle mit Diode

Technisch leichter als thermische Rauschquellen herzustellen sind Rauschquellen auf der Basis von Dioden, welche in dieser Anwendung auch als Rauschdioden bezeichnet werden. Der Frequenzbereich kann bei entsprechenden Generatorschaltungen von 20 Hz bis 40 GHz reichen und ist im Regelfall nicht spektral weiß, sondern wird durch das so genannte Schrotrauschen beschrieben.

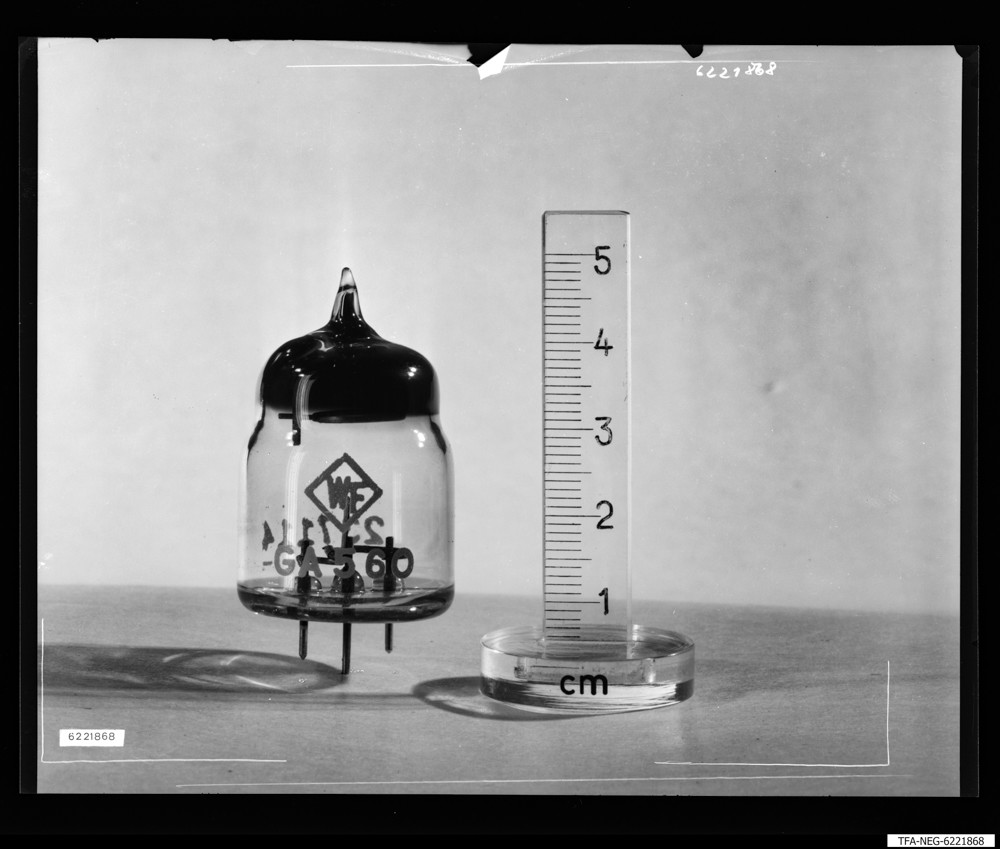
Für Rauschgeneratoren konstruierte Röhrendiode mit direkt geheizter Wolfram-Katode (Werk für Fernsehelektronik, 1962)

Alternativ, aber mit identischem Prinzip, können statt der Diode im Generator auch die Basis-Emitter-Strecke von Bipolartransistoren verwendet werden. Die älteste Bauform von Diodenrauschquellen sind Röhrendioden mit Wolfram-Heizfaden, die in Sättigung betrieben werden.
Die Signale werden anschließend verstärkt und spektral in Filtern je nach Anwendung gefiltert bzw. das Rauschsignal über Analog-Digital-Umsetzer für die weitere Signalverarbeitung aufbereitet. Damit lässt sich in guter Näherung in technischen genutzten Frequenzbereichen auch spektral weißes Rauschen herstellen.
Auch elektrische Widerstände können in dieser Weise genutzt werden.

### Gasentladungslampe
Für technisch sehr hochfrequente Rauschquellen im Bereich der Mikrowellen bis zu Frequenzen um 200 GHz werden Gasentladungsröhren eingesetzt, welche zur Auskopplung des Rauschsignals in einem Hohlleiter untergebracht sind. Anwendungen dieser Rauschgeneratoren liegen im Bereich der Hochfrequenzmesstechnik.

### Glimmentladung
Für niederfrequentes Rauschen kann die Glimmentladung, beispielsweise in Form von Glimmlampen, Anwendung finden.

### Digitale Rauschgeneratoren
Mit Hilfe von Mikrocontrollern und digitaler Hardware lassen sich heute sehr einfach Rauschgeneratoren erzeugen.

## Rauschgeneratoren in der Audiotechnik
Weißes Rauschen enthält für jedes Frequenzintervall die gleiche Leistungsdichte was bei Ausgabe über einen Lautsprecher über die gesamte Frequenzbereich eine identische Lautstärke bzw. akustische Energie (dB/Fq) ergibt. Das rosa Rauschen ist spektral gewichtet und kann aus weißem Rauschen durch Filter gewonnen werden. Rosa Rauschen enthält bei akustischer Ausgabe pro Notenintervall das gleiche Lautheitsempfinden (dB/Halbton). Das führt dazu, dass rosa Rauschen etwas dumpfer klingt, als weißes Rauschen.
Um die Signale zu erzeugen, werden entweder klassische Analoge Schaltungen oder mathematische Funktionen verwendet, deren Signale bei Bedarf ausgegeben werden. Oft bedient man sich hier Pseudozufallszahlen-Generatoren, die ein perfekt symmetriertes Rauschen erzeugen können.
Weißes Rauschen wird z. B. in der Sprachsynthese für die Nachbildung von Zischlauten verwendet, rosa Rauschen z. B. für ein Brandungsgeräusch. Um realistische Klänge zu erhalten, müssen die Grundformen weißes bzw. rosa Rauschen noch entsprechend gefiltert werden, dies entspricht einer spektralen Formung des Rauschsignals, z. B. mit einem oder mehreren Voltage Controlled Filtern als analoge Lösung oder FIR-Filtern in digitaler Form.
Durch Differentiation eines weißen Rauschsignals erhält man sogenanntes blaues Rauschen, durch Integration braunes Rauschen.